# Premio Internacional del Libro Latino
El Premio Internacional del Libro Latino (en inglés: International Latino Book Awards) es organizado por Latino Literacy Now, una organización cofundada por el reconocido actor Edward James Olmos, el empresario cultural Kirk Whisler y Reforma, una rama de ALA (American Library Association), que es la Asociación Nacional Latina para la Promoción de Servicios Bibliotecarios y de Información para los Hispanohablantes y Latinos (The National Association to Promote Library & Information Services to Latinos and the Spanish Speaking ).
Cada año, desde 1997, los Premios del Libro Latino reconocen a los mejores autores latinos en lengua española, portuguesa e inglesa en el evento internacional de Book Expo America, el mayor evento editorial en Estados Unidos, donde se premian autores en diversas categorías.
Desde el año 2007, los premios reciben el nombre de International Latino Book Awards (Premios Internacionales del Libro Latino). 
Actualmente se premian múltiples categorías que premian libros publicados en español e inglés, escritos por autores hispanos.
Entre sus ganadores, se encuentran autores como Rodolfo Acuña, Isabel Allende, Rudolfo Anaya, Daína Chaviano, Junot Díaz, Oscar Hijuelos, Gabriel García Marquez, Vidaluz Meneses, Pablo Neruda, Mario Vargas Llosa, Jaime Rocha y otros.